# Truc met de ringen
De truc met de ringen is een klassieke goocheltruc waarbij een goochelaar enkele ringen op schijnbaar magische wijze in elkaar laat vloeien. Onder alle trucs van onder anderen David Copperfield en Harry Houdini staat de bekende truc met de ringen ook in het lijstje. Na een ondervraging is deze truc 1 van de meest verkochte trucs.

## Geschiedenis
Deze goocheltruc werd uitgevonden door de Nederlandse goochelaar Richard Ross, met deze truc werd hij tweevoudig wereldkampioen goochelen. De truc heet oorspronkelijk 'Linking Rings'. De goocheltruc is ontstaan in 1970.

## Werking
Het mechanisme is relatief simpel, maar de handeling baart kunst. Goochelaars noemen het een gimmick. Het geheim van de truc: in een van de stalen ringen zit een opening die de goochelaar met zijn of haar hand verbergt. Met een sierlijke beweging kan de indruk gewekt worden dat de ringen 'opeens' in elkaar zijn gegaan.